# Prix d'art de la ville de Dresde
Le prix d'art de la ville de  Dresde (en allemand : Kunstpreis der Landeshauptstadt Dresden) est un prix décerné par la ville allemande de Dresde à des personnes ou des collectifs ayant un travail artistique reconnu principalement à Dresde ou dont le travail est d'une grande importance pour la ville.
Le prix est décerné chaque année depuis 1993 et est doté de 7 000 euros (à partir de 2019). Les précurseurs du prix étaient le Dresden City Art Prize et le City of Dresden Martin Andersen Nexö Art Prize, qui a été décerné de 1959 à 1990. Dans les années 1920 et au début des années 1930, il y avait déjà un prix d'art de la ville de Dresde, décerné par exemple à Miron Sima en 1932.
Le prix, sous la forme d'une pomme en bronze en deux parties, a été conçu par Peter Götz Güttler.

## Lauréats depuis 1993
| - 1993 : Gerda Lepke - 1994 : Michael-Christfried Winkler - 1995 : Konrad Wagner, Joachim Zschocke - 1996 : Wieland Förster - 1997 : Strawalde (Jürgen Böttcher) - 1998 : Peter Damm - 1999 : Friedrich-Wilhelm Junge - 2000 : Horst Schuster - 2001 : Siegfried Klotz | - 2002 : Thomas Rosenlöcher - 2003 : Max Uhlig - 2004 : Hanne Wandtke - 2005 : Claus Weidensdorfer - 2006 : Evelyn Richter - 2007 : Rolf Hoppe - 2008 : Karl-Heinz Adler - 2009 : Peter Rösel - 2010 : Elke Hopfe | - 2011 : Günter Sommer - 2012 : Volker Braun - 2013 : Ursula Geyer-Hopfe - 2014 : Hans-Christoph Rademann - 2015 : Sabine Köhler, Heiki Ikkola (Freaks und Fremde) - 2016 : Peter Schreier - 2017 : Ursula Sax - 2018 : Jürgen Schieferdecker - 2019 : Marcel Beyer | - 2020 : Katja Erfurth - 2021 : Ingo Schulze |

## Lauréats duprix d'art de la ville de Dresdeavant 1959
- 1930 : Eva Schulze-Knabe et Paul Sinkwitz
- 1932 : Martin Ritter (1905-2001) et Miron Sima (1902-1999)
- 1937 : Gottfried Müller
- 1938 : Eleonore Lorenz
- 1939 : Edmund Moeller et Willy Waldapfel (1883-1965)
- 1956 : Theodor Rosenhauer, Heinz Drache et Helmut Gebhardt (1926-1989)